# Metric
Metric – kanadyjski zespół indie rockowy. Powstał w 1998 w Nowym Jorku, USA – potem muzycy przenieśli się do Toronto w Kanadzie. W pełnym składzie wydali pięć studyjnych albumów: ‘Grow up and Blow Away’ w 2001, ‘Old World Underground, Where Are You Now?’ w 2003, ‘Live It Out’ w 2005 (często płyta jest mylona z nagraniami live Metric), ‘Fantasies’ w 2009 oraz ‘Synthetica’ w 2012 roku. Ich niektóre utwory zostały wykorzystane w popularnych serialach telewizyjnych, takich jak: Chirurdzy („Grey's Anatomy”) i CSI: Miami. Haines i Shaw współpracowali z zespołem Broken Social Scene.
Najbardziej ich znane piosenki to Combat Baby i Monster Hospital.
Ich utwór Eclipse (All Yours) znalazł się na soundtracku filmu Saga „Zmierzch”: Zaćmienie, którego premiera w Polsce jak i na świecie miała miejsce 30 czerwca 2010 roku.
Następny utwór to „Help I'm Alive”, który został wykorzystany w znanym serialu „Pamiętniki Wampirów”.

## Skład zespołu
- Emily Haines – wokal i syntezator
- James Shaw – gitara
- Josh Winstead – gitara basowa
- Joules Scott-Key – perkusja

## Dyskografia

### Albumy studyjne
- 2001  Grow Up and Blow Away[1]
- 2003  Old World Underground, Where Are You Now?
- 2005  Live It Out
- 2009  Fantasies
- 2012 Synthetica
- 2018 Art of Doubt[2]

### EP
1998 Mainstream
2001 Static Anonymity